# Izhar
Según la Torá, Izhar, en hebreo יִצְהָר, Yīṣhar, Yīṣhār, "(el que brilla"/aceite) fue el padre de Coré, Nefeg, y Zichri, y era hijo de Coat y nieto de  Leví, siendo por tanto hermano de Amram y tío de Aarón, Miriam y Moisés. No se dan más detalles de su vida en la Biblia, y según algunos estudios bíblicos la genealogía de los descendientes de Leví es en realidad un mito etiológico, que refleja la percepción popular de las conexiones entre las diferentes facciones levitas.
A pesar de enumerar dos veces a Izhar como uno de los hijos de Coat, el Libros de Crónicas pasa a afirmar posteriormente, sólo unos versos más tarde, que fue el hijo (no mencionado anteriormente) de Coat llamado Aminadab el que se convirtió en el padre de Coré. Sin embargo, estos eran nombres de clanes prominentes y no siempre hijos directos como se espera en las genealogías occidentales.  Más adelante, en el Libro de las Crónicas, Aminadab se da como el nombre del líder de los uzielitas, un clan que la genealogía bíblica proclama como descendiente de Uziel, hermano de Izhar.